# Francisco Mayorga Castañeda
Francisco Javier Mayorga Castañeda (Guadalajara, Jalisco; 17 de abril de 1951) es un político mexicano. Fue titular de la Secretaría de Agricultura, Ganadería, Desarrollo Rural, Pesca y Alimentación durante los gobiernos de Vicente Fox de 2005 a 2006 y de Felipe Calderón de 2009 a 2012.

## Formación
Francisco Mayorga es licenciado en Economía egresado del Instituto Tecnológico Autónomo de México y tiene una maestría en Administración de Empresas en el Instituto Tecnológico y de Estudios Superiores de Monterrey, gran parte de sus actividades empresariales las ha llevado a cabo en el medio agropecuario en el estado de Jalisco, donde ha llegado a presidir diversas cámaras empresariales y el Consejo Agropecuario de Jalisco.

## Trayectoria política
En 1995 el gobernador Alberto Cárdenas Jiménez lo designa Secretario de Desarrollo Rural del gobierno del estado, donde permanece hasta 2000, cuando el presidente Vicente Fox lo nombre titular de Apoyos y Servicios a la Comercialización Agropecuaria (ASERCA), cargo que ejerce hasta 2002.

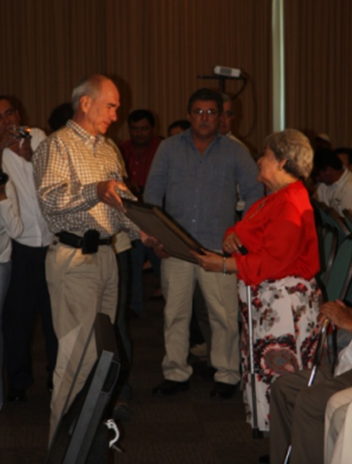
Francisco Javier Mayorga Castañeda, titular de la SAGARPA en 2010, entregando Reconocimiento al Mérito Acuícola y Pesquero a la maestra e investigadora María Concepción Rodríguez de la Cruz Ramírez.

El 28 de septiembre de 2005 es designado como nuevo secretario de Agricultura, Ganadería, Desarrollo Rural, Pesca y Alimentación, en sustitución de Javier Usabiaga Arroyo, permaneciendo en el cargo hasta el término del gobierno del presidente Fox, el 30 de noviembre de 2006.
El 7 de septiembre de 2009 el presidente Calderón lo nombró nuevamente titular de la SAGARPA, a la renuncia de Alberto Cárdenas Jiménez.

## Reconocimientos
El Mtro. Francisco J. Mayorga Castañeda de la generación de Economía 70-75 resultó ganador para la entrega del 2006 del premio "Mérito Profesional, Sector Público" otorgado por el Instituto Tecnológico Autónomo de México.